# Vaccin contre la typhoïde
 (mars 2025).
Les vaccins contre la typhoïde sont des vaccins qui préviennent la fièvre typhoïde ,

## Usage médical
Plusieurs types sont largement disponibles : le vaccin conjugué contre la typhoïde (TCV), le Ty21a ( un vaccin oral vivant) et le vaccin polyosidique capsulaire Vi (ViPS) (un vaccin sous- unitaire injectable). Leur efficacité est d'environ 30 à 70 % pendant les deux premières années selon le vaccin spécifique en question. Le vaccin Vi-rEPA s'est avéré efficace chez les enfants.
L'Organisation mondiale de la santé recommande de vacciner tous les enfants dans les régions où la maladie est courante. Sinon, elle recommande de vacciner ceux qui présentent un risque élevé. Les campagnes de vaccination peuvent également être utilisées pour contrôler les épidémies. Selon le vaccin, des doses supplémentaires sont recommandées tous les trois à sept ans. Aux États-Unis, le vaccin n'est recommandé que chez les personnes à haut risque telles que les voyageurs dans les régions du monde où la maladie est fréquente.

## Effets secondaires
Les vaccins disponibles à partir de 2018 sont très sûrs. Des effets secondaires mineurs peuvent survenir au niveau du site d'injection. Le vaccin injectable est sans danger pour les personnes vivant avec le VIH/sida et le vaccin oral peut être utilisé tant que les symptômes ne sont pas présents. Bien qu'il n'ait pas été étudié pendant la grossesse, les vaccins non vivants sont considérés comme sûrs, tandis que le vaccin vivant n'est pas recommandé.

## Histoire
Les premiers vaccins contre la typhoïde ont été développés en 1896 par Almroth Edward Wright, Richard Pfeiffer et Wilhelm Kolle . En raison d'effets secondaires, de nouvelles formulations sont recommandées à partir de 2018. Il figure sur la liste des médicaments essentiels de l'Organisation mondiale de la santé . Le prix de gros dans le monde en développement est d'environ 4,44 USD par dose en 2014. Aux États-Unis, ils coûtent entre 25 et 50 $.